# Behind These Hazel Eyes
Behind These Hazel Eyes heter en sång som Kelly Clarkson skrivit och den finns på albumet Breakaway som kom ut år 2005.

## Listplaceringar
| Lista (2005-2006)   | Topplacering |
| ------------------- | ------------ |
| Australien          | 6            |
| Belgien (Flandern)  | 23           |
| Belgien (Vallonien) | 4            |
| Nederländerna       | 15           |
| Nya Zeeland         | 7            |
| Schweiz             | 20           |
| Sverige             | 21           |
| Österrike           | 9            |

### Fotnoter
1. ↑  ”Listplacering”. http://australian-charts.com/showitem.asp?interpret=Kelly+Clarkson&titel=Behind+These+Hazel+Eyes&cat=s. Läst 23 maj 2011.
2. ↑  ”Listplacering”. http://www.ultratop.be/nl/showitem.asp?interpret=Kelly+Clarkson&titel=Behind+These+Hazel+Eyes&cat=s. Läst 23 maj 2011.
3. ↑  ”Listplacering”. http://www.ultratop.be/fr/showitem.asp?interpret=Kelly+Clarkson&titel=Behind+These+Hazel+Eyes&cat=s. Läst 23 maj 2011.
4. ↑  ”Listplacering”. http://dutchcharts.nl/showitem.asp?interpret=Kelly+Clarkson&titel=Behind+These+Hazel+Eyes&cat=s. Läst 23 maj 2011.
5. ↑  ”Listplacering”. Arkiverad från originalet den 21 augusti 2011. https://web.archive.org/web/20110821161952/http://charts.org.nz/showitem.asp?interpret=Kelly+Clarkson&titel=Behind+These+Hazel+Eyes&cat=s. Läst 23 maj 2011.
6. ↑  ”Listplacering”. http://hitparade.ch/showitem.asp?interpret=Kelly+Clarkson&titel=Behind+These+Hazel+Eyes&cat=s. Läst 23 maj 2011.
7. ↑  ”Listplacering”. http://swedishcharts.com/showitem.asp?interpret=Kelly+Clarkson&titel=Behind+These+Hazel+Eyes&cat=s. Läst 23 maj 2011.
8. ↑  ”Listplacering”. http://austriancharts.at/showitem.asp?interpret=Kelly+Clarkson&titel=Behind+These+Hazel+Eyes&cat=s. Läst 23 maj 2011.